# Епворт (Джорджія)
Епворт (англ. Epworth) — переписна місцевість (CDP) в США, в окрузі Феннін штату Джорджія. Населення — 668 осіб (2020).

## Географія
Епворт розташований за координатами 34°57′4″ пн. ш. 84°22′51″ зх. д. / 34.95111° пн. ш. 84.38083° зх. д. (34.951032, -84.380788).  За даними Бюро перепису населення США в 2010 році переписна місцевість мала площу 2,67 км², уся площа — суходіл.

## Демографія
Згідно з переписом 2010 року, у переписній місцевості мешкало 480 осіб у 214 домогосподарствах у складі 149 родин. Густота населення становила 180 осіб/км².  Було 258 помешкань (97/км²).
Расовий склад населення:
| - 98,5 % — білих - 0,4 % — азіатів |

До двох чи більше рас належало 0,8 %. Частка іспаномовних становила 0,4 % від усіх жителів.
За віковим діапазоном населення розподілялося таким чином: 17,7 % — особи молодші 18 років, 59,6 % — особи у віці 18—64 років, 22,7 % — особи у віці 65 років та старші. Медіана віку мешканця становила 47,0 року. На 100 осіб жіночої статі у переписній місцевості припадало 98,3 чоловіків;  на 100 жінок у віці від 18 років та старших — 92,7 чоловіків також старших 18 років.
Медіана доходів становила 30 857 доларів для чоловіків та 56 250 доларів для жінок. За межею бідності перебувало 30,6 % осіб, у тому числі 100,0 % дітей у віці до 18 років та 0,0 % осіб у віці 65 років та старших.
Цивільне працевлаштоване населення становило 179 осіб. Основні галузі зайнятості: освіта, охорона здоров'я та соціальна допомога — 31,3 %, роздрібна торгівля — 26,8 %, публічна адміністрація — 14,0 %, будівництво — 13,4 %.